# 白兔镇
白兔镇，是中华人民共和国江苏省鎮江市句容市下辖的一个乡镇级行政单位。境内的高庙茶场曾列为句容市的类似乡级单位。

## 行政区划
白兔镇下辖以下地区：
白兔社区、行香社区、白兔村、上荣村、解塘村、茅庄村、唐庄村、幸福村、行香村、倪塘村、中心村、太平村、西井村、马里村、高庙村、古隍村和龙山湖村。